# Заглиб'я
Заглиб'я — колишнє село (хутір) в Україні, в Іванківському районі Київської області. До аварії на ЧАЕС підпорядковувалося Чорнобильському району. Виселено через радіоактивне забруднення внаслідок аварії на ЧАЕС. До аварії на ЧАЕС підпорядковувалося Ладижицькій сільській раді Чорнобильського району. Знаходиться біля кордону з Білоруссю. На захід від села протікає річка Тарасиця.

## Історія
На перші десятиліття XX століття припадає заснування на Чорнобильщині хуторів, заселених вихідцями з центральної Гомельщини. Могилівщини і Чернігівщини (хутори Золотніїв, Тересиця (офіційно — Тарасиця), Заглиб'я).
У 1900 році німецька колонія Заглиб'я (власницька). У ній дворів — 8, жителів обох статей — 27 осіб, з них чоловіків — 16 і жінок — 11. Головне заняття жителів — землеробство. Відстань від повітового міста до колонії — 140 верст, від найближчих: залізничної станції — 130 верст, пароплавної — 10 верст, поштово-телеграфної і поштової (земської) — 15 верст. Залізнична станція має назву Київ, пароплавна — Усть Прип'ять. Поштово-телеграфна і поштова (земська) станції знаходяться в м. Чорнобиль. У колонії числиться землі 150 десятин. Земля належить Марії Федорівні Гезен'єгер і перебуває в оренді у колоністів. Система господарства — трипільна. Колонія підпорядковувалася Чорнобильській волості.
Станом на 1926 рік у хуторі Заглиб'я було 36 селянських господарств. У хуторі проживало 109 чоловіки та 93 жінок, усього — 202 осіб, усі — українці.
На мапі 1941 року показано що хутір мав 41 двір.
25 квітня 1943 року, під час Другої світової війни, хутір Заглиб'я був знищений німецьким каральним загоном. Внаслідок акції було спалено 88 житлових будинків, загинуло 4 мешканці. Після війни Заглиб'я було відбудовано, і воно продовжувало існувати як населений пункт у складі Київської області.
«Інформацію про подібні злочини нацистів віднайдено по селах тогочасного Чорнобильського району. 25 квітня 1943 р. німецький каральний загін із 300 осіб повністю спалив х. Заглиб’я (88 будинків) та розстріляв 4 його жителів.»
З 1944 по 1950 рік у селі діяв колгосп імені Ворошилова.
Село підпорядковувалося Ладижицькій сільській раді Чорнобильського району. У селі було своє кладовище. Напередодні аварії на ЧАЕС населення села, ймовірно, становило не більше 100 осіб, судячи з його розмірів. Після аварії на Чорнобильській АЕС у 1986 році жителів села було відселено, ймовірно, до села Сукачі (Іванківський район). Село потрапило до 30-кілометрової зони відчуження, а в 1999 році було зняте з обліку за відсутністю жителів.
Після аварії та повного відселення мешканців село було повністю знищене під час дезактиваційних робіт.
З кінця лютого до 1 квітня 2022 року село було окуповане російськими військами.